# 徐培

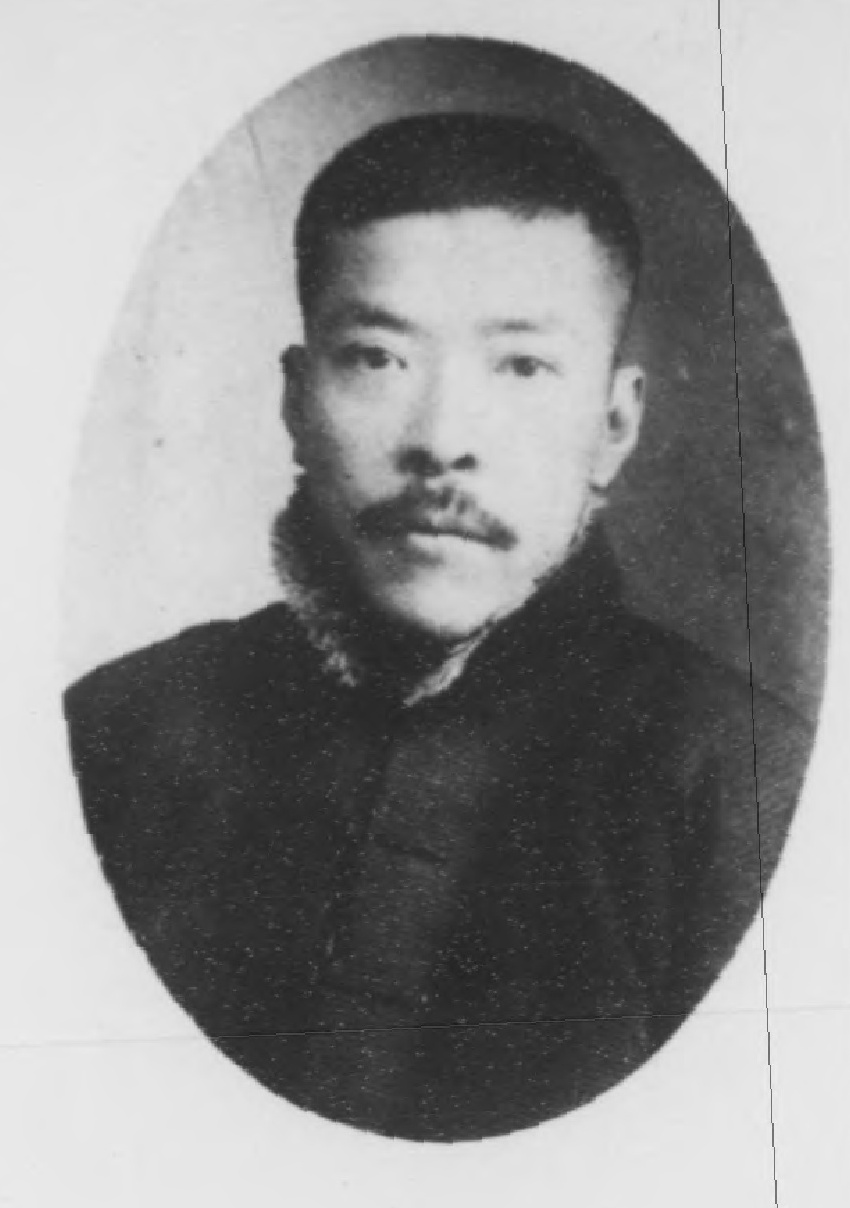

徐培（?—?），廣西省臨桂縣人，清朝政治人物、進士出身。
光緒三十年，會試第260名；殿試登進士三甲112名，后授內閣中書。光緒三十三年，複審，著以知县归部即选。